# Костёл Всех Святых (Вильнюс)
Костёл Всех Святы́х (Visų Šventųjų bažnyčia, kościół Wszystkich Świętych) — римско-католический приходской костёл в Вильнюсском деканате; памятник архитектуры раннего барокко, один из ранних и ценных образцов безбашенных храмов в стиле барокко, возведённых в Литве. Комплекс костёла Всех Святых, колокольня, здания бывшего монастыря и новициата охраняется государством как объект национального значения (код в Регистре культурных ценностей Литовской Республики 815). 
Располагается вместе с ансамблем кармелитского монастыря и новициата в Старом городе на участке треугольной формы между улицами Пилимо (Завальная, Pylimo g.), Руднинку (Рудницкая, Rūdininkų g.) и Вису Швянтую (Всех Святых, Visų Šventųjų g). Официальный адрес ул. Руднинку 20/1 (Rūdninkų g. 20/1). Службы на литовском и польском языках.

## История
Был построен вместе с прилегающим ансамблем кармелитского монастыря в 1620—1631 годах у городской стены рядом с Рудницкими воротами. При восстановлении после пожара во время войны с Россией в 1655 году был существенно перестроен. В 1743 году у северо-восточного угла была возведена высокая колокольня сложной формы в стиле позднего барокко на месте бывшей башенки. В конце 1812 года наполеоновские солдаты сожгли скамьи и исповедальни; в храме был устроен госпиталь. 
В 1823 году костёл был возобновлён. В 1885 году российскими властями монастырь был упразднён, в его помещениях были устроены квартиры. Советскими властями костёл в 1948 году был закрыт, использовался как склад бакалейных товаров. После реставрационных работ, проведённых в 1967—1975 годах под руководством архитектора Алдоны Швабаускене, с 1975 года в храме действовал Музей литовского народного искусства (отдел народного творчества Художественного музея Литвы).
После смены государственного строя костёл в порядке реституции в 1990 году был возвращён верующим и действует с 1991 года.

## Архитектура
В плане костёл в форме латинского креста, трёхнефный, базиликального типа. Своеобразие внутреннего пространства состоит в том, что вместо трансептов — боковые часовни, образующие боковые нефы. Боковые нефы, отделённые от центрального четырьмя пилонами с каждой из сторон, в три раза уже и в два раза ниже центрального нефа. Своды цилиндрические с люнетами. Стены нефов и сводов, купола боковых часовен украшены орнаментом и фресками с сюжетами из жизни святых и истории Литвы. В костёле имеется восемнадцать алтарей со сложным скульптурным и полихромным декором. В пресбитерии расположены два боковых балкона в стиле рококо. Декоративная лепнина выполнена в конце XVIII века. Большой алтарь сооружён около 1787 года по проекту архитектора Мартина Кнакфуса.
При начатой в 1902 году по инициативе священника Л. Чудовского реставрации в 1904 году фрески были забелены. Фрагменты их были открыты во время реставрации в 1975 году.
Главный фасад выполнен в архитектурных формах раннего барокко. Карниз членит его на два яруса, широкие пилястры подчёркивают вертикальную ось и означают внутреннюю структуру. Завершает фасад треугольный фронтон, по бокам которого высятся обелиски. Центральную ось подчёркивает пышный портал с заметным влиянием ренессанса и большие окна. В нишах стояли деревянные полихромированные статуи родоначальников кармелитского монашества святого Илии и святого Елисея (ныне отсутствуют).
Увенчанная шлемом в стиле рококо и ажурным крестом, монументальная колокольня состоит из четырёх расширяющихся книзу ярусов с отличающимся оформлением. Отделанные рустом дорические пилястры нижнего яруса контрастируют со встроенными в углы узкими колоннами. Пилястры второго яруса коринфские и декорированы редким лепным мотивом. Боковые, расположенные наискось пилястры третьего яруса обрамляют пары колонн. Четвёртый ярус украшают пилястры, вырастающие из волют. Ниши и оконные проёмы колокольни различных арочных форм декорированы лепниной, а ниша четвёртого яруса, кроме того, огорожена декоративной решёткой балкона. Прототипом колокольни, очевидно, послужили башни кармелитского костёла в Глубоком (Белоруссия), возведённая на десятилетие раньше: колокольня в Вильне, построенная, возможно, тем же архитектором, повторяет их формы в деталях.
- Главный фасад
- Колокольня и северный боковой фасад
- Колокольня и главный фасад